# Rowena
Rowena  è un nome proprio di persona inglese femminile.

## Varianti
- Femminili: Rowina (rara)[1]

## Origine e diffusione

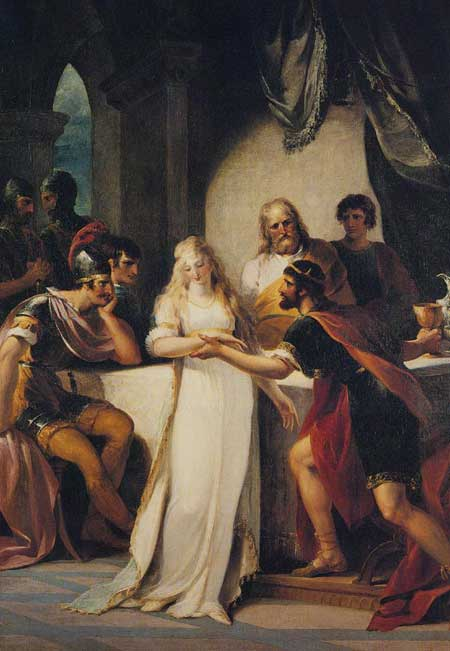
Vortigern e Rowena, di William Hamilton

Il nome appare per la prima volta nella Historia Regum Britanniae di Geoffrey di Monmouth, dove è portato da una figlia del capo sassone Hengest, che seduce, sposa e poi assassina Vortigern; lo stesso racconto è narrato precedentemente anche da Nennio, che però non cita nemmeno questa figura.
Nonostante siano state formulate diverse ipotesi da parte di studiosi, l'etimologia e l'origine di Rowena sono ignote. Le ipotesi si possono suddividere grossomodo in due filoni:
- Il primo lo considera la forma latinizzata del nome germanico Hröðwyn[1][2][3]: esso è composto composto da hrod ("fama", "gloria")[1][3], combinato con wynn ("gioia", da cui anche Winston, Selwyn ed Eowyn)[1] oppure con wine ("amico")[3][5];
- Il secondo lo ricollega al gallese Rhonwen[3][4]: esso è composto da un primo elemento identificabile con rhon ("lancia", da cui anche Rhonda)[2][3][6] oppure con rhawn ("capelli [folti]")[6], e da un secondo elemento che è gwen ("bianca", "bella", "pura", da cui anche Bronwen e Arianwen)[2][3][5][6]. In tal caso il significato si può interpretare come "bella lancia"[6], "bei capelli"[6] o "bella e slanciata"[3]; Charlotte Mary Yonge lo indicava con "gonna bianca"[4], ma non è chiaro in cosa abbia identificato il termine "gonna", mentre altre fonti propongono "la bianca"[5], probabilmente limitando il significato al solo termine gwen.

Entrambe le teorie, però, sono probabilmente basate solo su somiglianze fonetiche, e non vi è una reale evidenza che detti nomi siano anche solo esistiti, eccettuato il fatto che Monmouth li possa aver usati come base per la sua Rowena (peraltro, Monmouth è anche responsabile della diffusione di altri nomi moderni, come Cordelia, Morgana e Guendalina): nei suoi manoscritti, il nome si riscontra anche nelle forme Ronwen e Renwein. Nella letteratura arturiana medio inglese si ritrova come Rouwenne, Rouuenne, Rouwen, Reowen, Rowenne e Rowen, mentre in quella francese medievale è presente come Ronwen, Rouen e Rowen, e si riscontra anche nella letteratura gallese. È opinione diffusa che Rowena sia stato un nome comune durante il Medioevo al di fuori dell'ambito letterario, ma in realtà non vi è alcuna evidenza concreta di questo fatto: la cosa è anzi assai poco probabile, perché Rowena era considerata un personaggio negativo.
Il nome venne reso celebre dal personaggio del romanzo del 1819 di Walter Scott Ivanhoe (che popolarizzò anche Cedric e Ivanhoe), accrescendo la sua diffusione, e verso gli anni 1850 era già usato negli Stati Uniti. Non va confuso col nome Rowan, a cui non è correlato.

## Onomastico
Non esistono sante o beate che portano questo nome, quindi è adespota. L'onomastico può essere festeggiato in occasione di Ognissanti, il 1º novembre.

## Persone
- Rowena King, attrice britannica
- Rowena Morrill, artista statunitense
- Rowena Sanders, tennista sudafricana
- Rowena Webster, pallanuotista australiana

## Il nome nelle arti
- Rowena è un personaggio del romanzo di Walter Scott Ivanhoe, e delle opere da esso tratte.
- Rowena è un personaggio della serie televisiva Supernatural.
- Rowena è un personaggio del film del 2006 Barbie e le 12 principesse danzanti, diretto da Greg Richardson.
- Rowena è un personaggio del film del 2010 Pokémon: Il re delle illusioni Zoroark, diretto da Kunihiko Yuyama.
- Rowena è un personaggio del videogioco Final Fantasy XIV.
- Rowena McDragon è un personaggio della serie animata Grisù.
- Rowena McLeod è un personaggio della serie televisiva Supernatural.
- Rowena Morgan è un personaggio del film del 1995 Goodbye Mr. Holland, diretto da Stephen Herek.
- Rowena Price è un personaggio del film del 2007 Perfect Stranger, diretto da James Foley.
- Rowena Ravenclaw è il nome originale di Priscilla Corvonero, personaggio dei romanzi della serie Harry Potter, creata da J. K. Rowling.
- Rowena Trevanion è un personaggio del racconto di Edgar Allan Poe Ligeia.
- Rowena Woods è un personaggio del romanzo di Gavin Extence Lo strano mondo di Alex Woods.